# Köves Iván
Köves Iván (Kiskunhalas, 1926. május 26.  – Budapest, 2015. augusztus 20.) magyar fotográfus, portréfotós, író, csellista, művészettörténész és  művészetpedagógus.

## Pályafutása
Jómódú zsidó családban született. A háború után a Liszt Ferenc Zeneakadémián tanult cselló szakon. 1949-ben hat hónap szabadságvesztésre ítélték tiltott határátlépés miatt, és később is többször bebörtönözték koholt vádak alapján. 1956-ban Bécsbe menekült. Rozsnyai Zoltán mellett ő is alapítója volt a Philharmonica Hungariának. 1960-tól a Ruhr-vidéken Marl város adott állandó otthon a zenekarnak, a zenészek lakást és fizetést kaptak. 
Kövest már Bécsben érdekelte a fényképezés. 1958-ban Párizsban, 1962-ben Palermóban díjazták fotóit. Marl város fejlődését éveken át dokumentálta. Portréfotót készített többek között Willy Brandtról, Martha Argerichről, Günter Grassról, Doráti Antalról, Yehudi Menuhinról, Yul Brynnerről. 1994-ben visszatelepült Budapestre.

## Művei
- Marl – Marler Impressionen. 1966, Aurel Bongers, Recklinghausen
- Dülmen – Gesichter eine kleinen Stadt. 1967, Münster Coppenrath
- Lünen – objektiv. 1968, Aurel Bongers, Recklinghausen
- Traunreut – Gesicht einer Stadt. 1970, Alois Erdl KG, Trostberg
- Marl. 1971, Presseamt der Amtsverwaltung Marl
- Cuxhaven – Variationen über ein Thema. 1972, Christian Wolff, Flensburg
- Lünen – Stadt mit grünem Licht. 1973, Stadtverwaltung Lünen
- Neukirchen-Vluyn Niederrhein – Darstellung in 4 Sätzen. 1973, Gemeinde Neukirchen-Vluyn
- Borken – Gegenwart und Rückblick. 1976, Aurel Bongers, Recklinghausen
- Dülmen Doppel-Bildband: Eine Stadt mit Herz und grüner Lunge / Wildpferde. 1979, Bacht GmbH, Essen
- Kommunikative Meditation – Beispiel Jugendburg Gemen. 1984, Buch- und Bilddienst Gemen
- Paracelsus Klinik der Stadt Marl. 1988, Verlag: B + B Druck GmbH
- Marl „Anspruch – Raum – Lebensraum“. 1989, Bacht GmbH, Essen, ISBN 3-87034-043-6
- Leben Kreislauf Dialog (30 Jahre Marienhospital Marl). 1991, Bacht GmbH, Essen

## Magyar nyelven kiadott könyvei
- Philharmonia Hungarica, 1957–2001. A magyar emigráns zenekar, a Philharmonia Hungarica története interjúk és dokumentumok tükrében; Klasszikus és Jazz, Bp., 2006; társszerző: Szőke Cecília, ISBN 963-86157-2-9
- Absztráció – Vizuális kommunikáció és dialektikus képnyelv. 2007, Print 2000 Nyomda, Kecskemét (Thorma János Múzeum könyvei), ISBN 978-963-86601-7-6
- Zsinagóga Kiskunhalason. Társszerző: Somodi Henrietta, 2013, Kiskunhalas